# Paul Gerson Unna

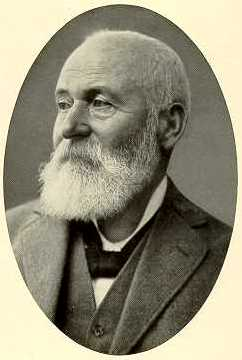
Paul Gerson Unna

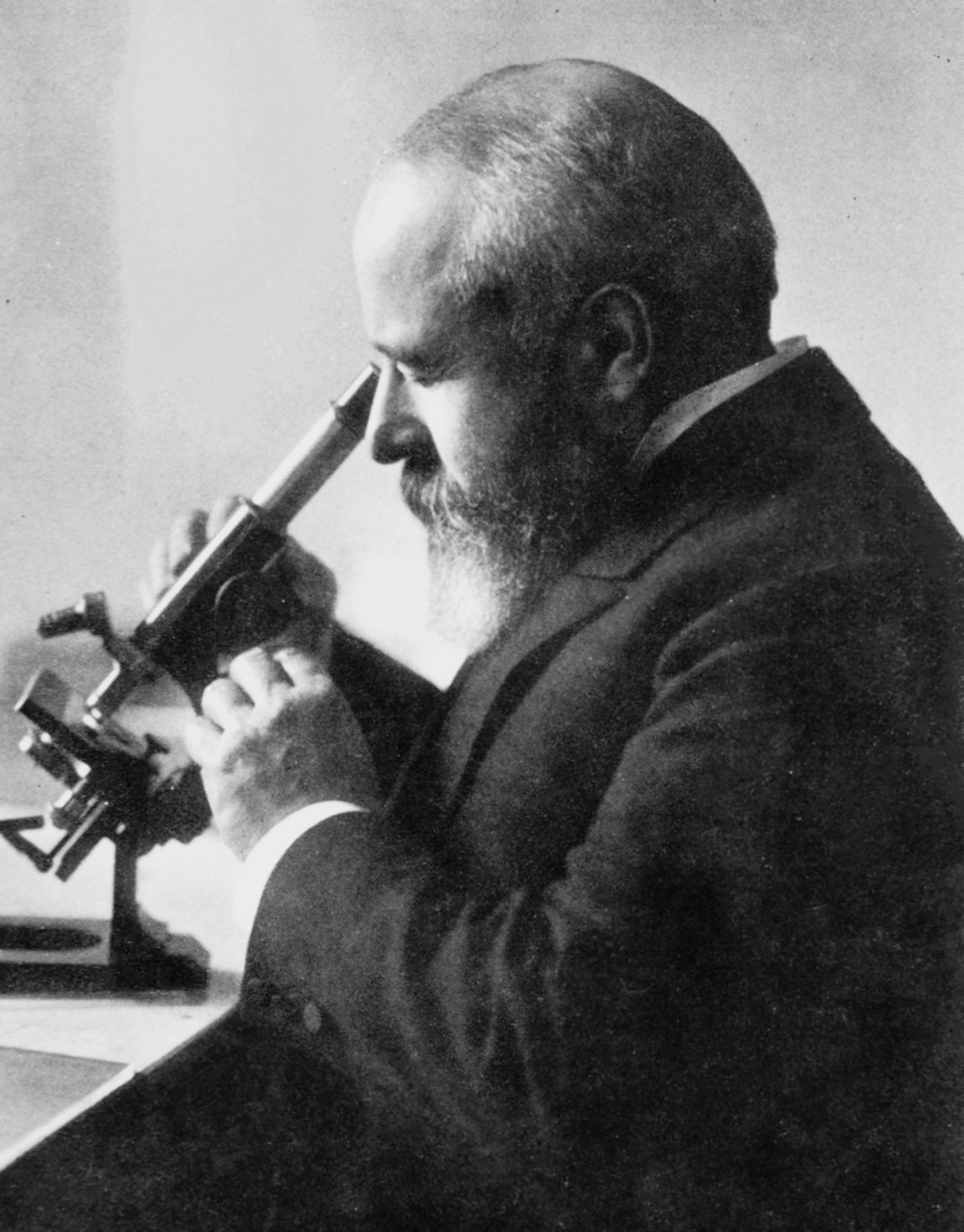
Paul Gerson Unna

Paul Gerson Unna (* 8. September 1850 in Hamburg; † 29. Januar 1929 ebenda) war ein deutscher Dermatologe.

## Leben
Paul Gerson Unna wurde in einer seit dem 17. Jahrhundert in Hamburg ansässigen jüdischen Arztfamilie geboren. Er war der Sohn des Hamburger Arztes Moritz Adolph Unna sowie Bruder der Porträtmalerin Julie de Boor (verw. Ploos van Amstel) und begann ein Medizinstudium in Heidelberg, unterbrach es aber, um im Deutsch-Französischen Krieg zu kämpfen, in dem er schwer verwundet wurde. 1871 nahm er sein Studium in Heidelberg wieder auf, ging später nach Leipzig und promovierte schließlich bei Heinrich Wilhelm Waldeyer in Straßburg. Seine Doktorarbeit Beiträge zur Anatomie und Entwicklungsgeschichte der menschlichen Oberhaut und ihrer Anhangsgebilde (Uni Straßburg 1875) zur Histologie und Entwicklungsgeschichte der Epidermis (Archiv für mikroskopische Anatomie, 1876) enthielt neue Ideen und Sichtweisen, die auf zum Teil entschiedene Kritik stießen, sodass sie erst nach einigen Korrekturen 1875 angenommen wurde.
Seine dermatologische Ausbildung erhielt er ab 1876 in Wien, wo er unter anderem mit Ferdinand von Hebra, Moritz Kaposi und Heinrich Auspitz zusammenarbeitete.
Nach seiner Rückkehr nach Hamburg arbeitete er zunächst in der Praxis seines Vaters, dann im Krankenhaus St. Georg. Unnas Hauptinteresse galt der Dermatologie. Bereits 1881 eröffnete er eine allgemeinärztliche und dermatologische Praxis in Hamburg. 1884 eröffnete er eine private Hautklinik in Hamburg-Eimsbüttel, die er Dermatologicum nannte und in der er sich ganz auf sein Spezialgebiet konzentrieren konnte. Sein 1884 veröffentlichtes Buch Histopathologie der Hautkrankheiten fasste das gesamte damalige Wissen zu Hautkrankheiten zusammen und machte ihn zu einem der führenden Dermatologen seiner Zeit. Er beschrieb Hautkrankheiten und entwickelte neue Therapien. Zu seinen Neuerungen zählt die Nutzung von Ichthyol, worüber er 1882 und 1883 in den Monatsheften für praktische Dermatologie (jeweils in der Dezemberausgabe) berichtet hatte, sowie Resorcin (ab 1886) gegen Hautkrankheiten.

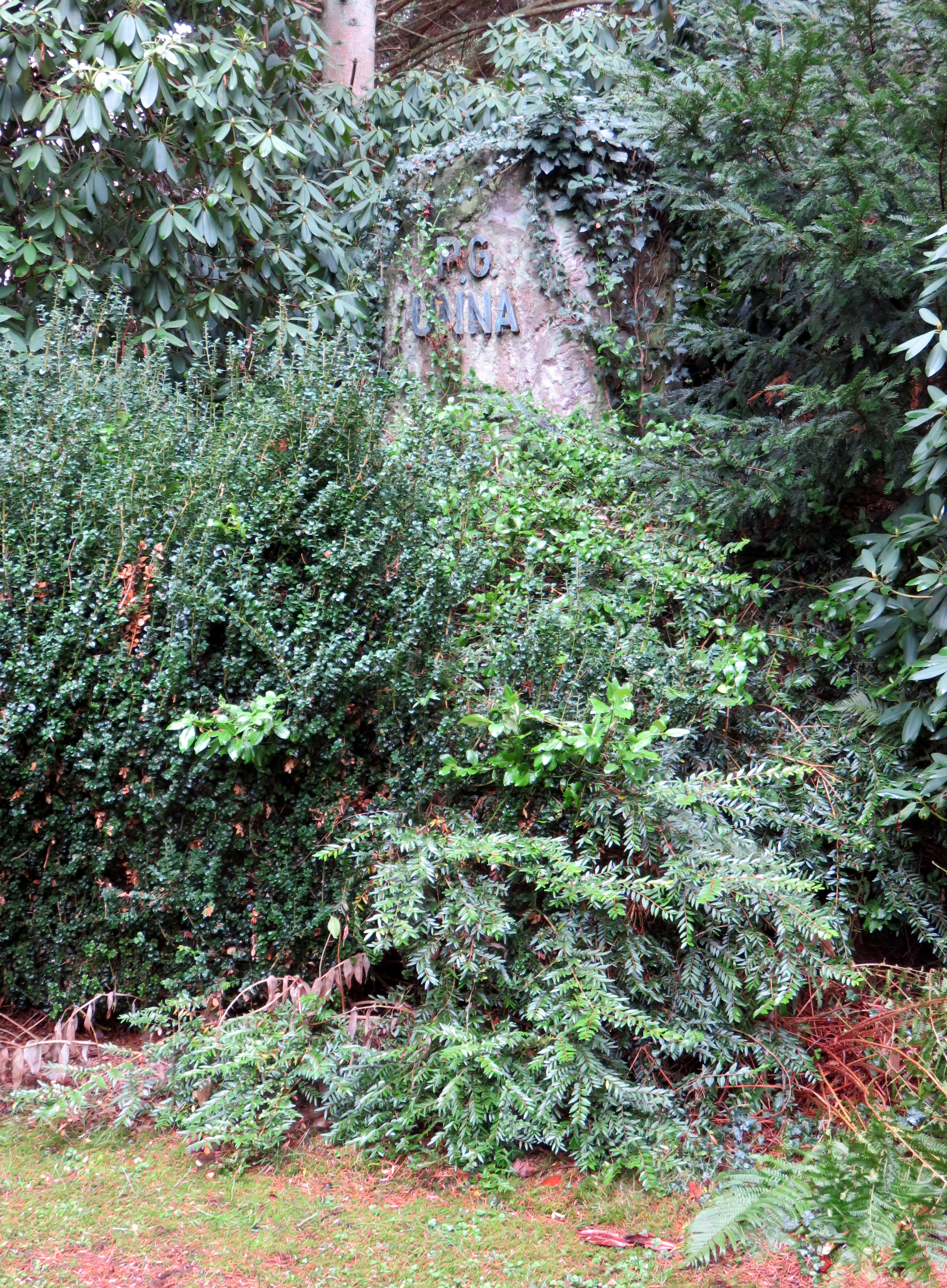
Grabstein P. G. Unna, auf dem Friedhof Ohlsdorf

Unna erforschte die biochemischen Prozesse der Haut und beschrieb als erster das Stratum granulosum. 1894 führte er die Schichtprojektion als eine Methode der Hautuntersuchung ein.
1907 prägte er den Begriff Cutis verticis gyrata.
1907 verlieh ihm der Hamburger Senat den Titel eines Professors, 1908 wurde er Chefarzt am Krankenhaus Eppendorf.
Er arbeitete eng mit dem Apotheker Paul Beiersdorf und seinem Nachfolger zusammen. Im Jahre 1911 unterstützte er den Besitzer des Arzneimittelherstellers Beiersdorf, Oscar Troplowitz, gemeinsam mit dem Chemiker Isaac Lifschütz bei der Entwicklung einer Hautcreme. Als erste Hautcreme der Welt kam Nivea ein Jahr später auf den Markt. Die Rezeptur ist bis heute nahezu unverändert.
Nach Gründung der Universität Hamburg 1919 wurde er dort Professor und erhielt den ersten Lehrstuhl für Dermatologie.
1927 beschrieb er erstmals die Unna-Krankheit (seborrhoisches Ekzem).
Drei Söhne Unnas – Karl Unna (verheiratet mit der Ärztin Marie Unna), Paul Junior und Georg Wilhelm – waren ebenfalls Hautärzte, sein Sohn Eugen war Apotheker.
Auf dem Ohlsdorfer Friedhof in Hamburg befindet sich bei Planquadrat T 21 südöstlich von Kapelle 2 ein Granit-Monument für Paul Gerson Unna.
In Eimsbüttel trägt der Unnapark seinen Namen sowie die Unnastraße, in der die Beiersdorf AG ihre Konzernzentrale hat.